# بيريرو دي أغيار
بلدية بيريرو دي أغيار (بالإسبانية: Pereiro de Aguiar) هي بلدية تقع في مقاطعة أورينسي التابعة لمنطقة غاليسيا شمال غرب إسبانيا.

## الديموغرافيا
بلغ عدد سكان بلدية بيريرو دي أغيار 6.184 نسمة عام 2011 (وفقاً للمعهد الوطني للإحصاء الإسباني).
| 4.718 | 4.847 | 5.327 | 5.487 | 5.934 | 6.135 | 6.184 |